# 짐 (건담 시리즈)
짐(GM: Gundam type Mass-production model의 약자)은 지구연방군이 개발한 양산형 모빌 슈트이며, 이후 이를 기본으로 개발된 다양한 변형 기체 및 발전 기체에도 같은 이름을 붙여 부르고 있다.
최초 V작전에 의해 개발된 건담의 양산형 모델로써 지구연방군의 주력 MS이다. 양산을 위해 구조를 간략화하고 생산단가를 줄이는 데 주력한 기체다. 두부의 트윈 카메라를 폐지하고 장갑 재질을 티타늄계 합금으로 바꾸었으며 코어 블록 시스템을 폐지하여 외형이 단순해졌다. 확산형 빔병기인 빔 스프레이 건을 탑재하고 빔 사벨도 한자루만 장비했다.
볼과 함께 집단전 형태로 사용되었으며, 지구연방군의 압도적인 물량에 힘입어 솔로몬과 아 바오아 쿠에서의 전투를 승리로 이끄는 주역이 된다. 다양한 변형 기체가 존재하며 많은 전역에 투입되어 상당한 성과를 거두었다.
RGM-79 짐 U.C. 0079 ~ 0086
RGM-79 GM

## 개발 경위
지구 연방군이 개발한 양산형 모빌 슈트로, 애니메이션 [기동전사 건담] 방영 후 우후죽순으로 생겨난 베리에이션 기종과 구분을 하기 위해서 전기 생산형, 혹은 선행 양산형 등이라 부르는 경우도 있다. 그러나, 일반적으로 단순히 짐이라고 한다면 RGM-79 짐을 가리키는 경우가 대부분이다. 덧붙여, 짐(GM)의 명칭에 대해 건담의 양산기라는 의미의 Gundam type Mass-production model로 해석하는 자료들이 많지만, 사실 애니메이션 제작 당시에는 단순히 건담의 영문명 GundaM에서 앞뒤 글자를 따와 만든 이름에 불과했다.
함대전을 중심으로 한 전술로 지구권을 지배하고 있던 지구 연방군은 일 년 전쟁 서전에서 객관적인 전력면에서 뒤쳐지는 지온 공국군에게 무참히 패배하고 만다. 원인은 바로 지온 공국군의 신병기 모빌 슈트 때문이었다. 이를 계기로 지구 연방군 내에서도 모빌 슈트의 개발 및 생산이 앞으로 전개될 지온 공국과의 싸움에 최대 중요 사항이라 여기고, 극비리에 [V작전]을 발동하게 된다. 이 V작전은 일 년 전쟁 이전부터 연방군내에서 진행되고 있던 신병기 개발 계획인 RX 계획에 편입되었으며, 기술 사관인 템 레이 대위를 중심으로 개발은 진행되었다. 그 결과 건탱크, 건캐넌, 그리고 건담이라는 3기의 RX 타입 모빌 슈트를 개발하는 데 성공한다.
각 기체들은 예상한 대로, 혹은 그 이상의 성능을 갖춘 모빌 슈트로 완성되었지만, 일체의 비용을 무시한 시험 제작기인 관계로, 본래의 고사양을 유지한 채 양산하기란 현실적으로 무리였다. 그래서, 제네레이터 출력과 무장 등의 성능을 베이스 기체보다 약간 낮추고, 저비용으로 대량 양산이 가능한 방향으로 나아가기로 하고, RX 타입 모빌 슈트 중에서 범용성이 가장 높고, 근거리 격투전용으로 개발된 RX-78 건담을 베이스로 해서 양산화시킨 기체가 바로 RGM-79 짐이다. 짐의 전기 생산형의 생산 비용은 베이스기인 건담의 약 1/20 이하로 낮춰졌다. 이 전기 생산형 기체들은 짐II나 짐改와 같은 후계기의 등장으로 1년 전쟁이 끝난 약 3년 후에는 완전히 현역에서 은퇴했지만, 직계 후계기인 짐II나 짐III가 계속 개발되어 군의 주력 양산기로 운용된 것만 보더라도 짐의 성능 밸런스 평가가 어떠했는 지를 알 수 있을 것이다.

## 개발 베이스
개발에 관해서는 여러 가지 설이 있다. [모빌 슈트 베리에이션(MSV)] 등의 비교적 오래된 자료에서는 지상의 자부로 기지에 남겨진 RX-78 초기 시작형 사양의 4호기~8호기가 RGM-79 짐의 개발을 위한 실험기로 이용되었다 라고 설명하고 있으며, 이 경우에 RX-78-2 건담과 RGM-79 짐은 수직 관계가 아닌, 형제기와 같은 수평 관계가 된다. 또, OVA [기동전사 건담-0080 포켓 속의 전쟁]을 통해 짐 커맨드 등의 후기 생산형의 존재가 드러나면서 [기동전사 건담]에 등장하는 전기 생산형(선행 양산형) 짐은 본래의 기본 설계를 무시하고 마구 잡이식으로 개발되었기 때문에 카탈로그 스펙보다 못한 모습을 보인 기체라고 주장하는 설도 있다. 요즘에는 다시 원점으로 돌아가 화이트 베이스대라 불리는 제 13 독립 부대에서 운용한 RX-78-2 건담의 데이터를 기본으로 개발되었다 라는 설이 가장 큰 힘을 얻고 있다.

## 생산수
전기 생산형인 RGM-79 짐의 생산수에 대한 구체적인 설명으로는 자부로에서 생산된 제 1차 생산형(전기형) 42기와 다른 6개의 거점(루나2, 캘리포니아 베이스 등)에서 장갑 재질 등의 세세한 개량이 이루어진 실전 타입(후기형) 288기를 합해서 총 330기가 생산되었다 라는 [모빌 슈트 베리에이션(MSV)]의 설정이 유일하다. 이 MSV의 설정을 토대로, 반다이의 잡지 [B클럽] 70호에서는 일 년 전쟁 중 파생형을 포함해서 총 3,800기 이상의 짐이 생산되었다고 설명하고 있다. 이 3,800기 안에 RGM-79 짐 330기도 포함되므로 문제될 것은 없어보이지만, 여기에서는 지온군측 자쿠II 계열의 생산수를 4,000기 이상으로 보고 있어서 생산 기간에 따른 각 진영간 모빌 슈트의 비율이 너무 차이가 나기 때문에 자료의 신뢰성을 의문시하는 의견도 있다.

## 기체 구조
RGM-79 짐은 V작전을 통해 완성된 건담의 양산형이라는 설계 개념으로 개발되어 본격적인 대량 생산에 이르기까지, 단기간에 많은 기체를 대량 생산하기 위해 설계의 간략화와 비용 절감책이 이루어진 기체지만, 특히, 양산 초반에 생산된 기체들은 생산 속도를 높이기 위해 본래의 치밀하고 견고한 설계 구조를 생략한 채로 롤 아웃되어 그 성능과 전투력면에서 많은 문제점을 불러 일으켰고, 이로 인해 오늘날까지도 짐이 저평가되는 요인을 낳았다.
기체 설계 상, 건담과 다른 점이라면 이하와 같다.
+장갑재는 루나 티타늄 합금보다 정련이 쉽고 제조비가 저렴한 티탄 합금으로 변경.
+일부 부대의 기체 외에는 교육형 컴퓨터를 간이화(여러 데이터가 구축된 OS가 최초부터 설치).
+탈출 기능을 가진 코어 블록 시스템의 폐지.
+백병전용 병기인 빔 사베르의 장비수가 2기에서 1기로 축소.
+중장거리에 알맞은 고출력 빔 병기인 빔 라이플을 대신해서 근중거리에, 탄수가 많고, 소형이라 취급하기 쉬운 빔 스프레이 건으로 변경.
+두부 카메라 시스템의 간략화(건캐넌과 같은 계통의 센서 디바이스를 채용했다 라는 설이 오랫동안 주류였지만, 1999년 반다이의 플라모델 MG 1/100 짐의 메뉴얼에서 듀얼 센서라고 설정)
+제너레이터의 저출력화(1380kW→1250kW).
+고간부 중앙의 대기권 돌입용 내열 필터 캡슐 및 허리 전면 좌우의 시스템 코어, 허리 측면의 예비 전동 박스가 모두 생략.
제너레이터 출력은 건담을 약간 밑돌지만, 빔 라이플에 비해 출력이 낮은 빔 스프레이 건과 빔 사베르의 동시 사용이 가능했기 때문에 약 8년 후에 개발되어 그리프스 전쟁에 참가한 하이잭이 2기의 빔 병기를 동시에 다룰 수 없었던 점만 보더라도 0079년에 개발된 짐의 설계 구조와 밸런스가 얼마나 우수했는 가를 알 수 있을 것이다. 기동성을 좌우하는 백 팩 및 다리의 스러스터 출력은 건담과 동일한 유닛을 채용한 것으로 짐작되지만, 구조의 간략화에 따른 중량 경감으로 인해 추력대 중량비는 건담을 앞섰다. 또, 색적 능력의 지표인 센서 유효 반경도 향상되었다.
그러나, 초창기에 생산된 기체들은 코어 블록 시스템을 없애 버린 관계로 유폭율이 높아서(건담은 분할 구조로 되어 있어서 파손된 곳만 폭발하므로, 짐과 같이 피폭 지점으로부터 연계 폭발이 일어나 기체 전체로 폭발이 번지는 일은 없었다) 파일럿의 생존률이 크게 감소하는 결과를 낳았다. 때문에 코어 블록 시스템을 비변형 시스템으로 간략화한 카세트식 콕핏 블록 시스템을 채용함으로써 유폭에 의한 파일럿 생존률은 어느 정도 보장받을 수 있게 되었다. 또, 지온계 모빌 슈트와 달리, 같은 기체라도 이 콕핏 블록 시스템만 교체해주면 단시간에 우주 사양과 지상 사양으로 변경할 수 있는 편리성도 갖추었다.

## 기동 병기로서의 성능
전기 생산형 짐 1기의 종합 전투 능력은 자료에 따라 가지각색이다. 카탈로그 스펙에 비추어 지온 공국군의 자쿠II를 능가하고, 지상용 모빌 슈트 구프나 돔, 릭 돔과도 충분히 겨뤄 볼 수 있는 성능을 가졌다 라고 평가하는 것이 일반적이지만, 실제 전장에서의 활약 상에 비추어 자쿠II와 맞서는 것이 고작이라는 냉정한 평가도 있다. 전쟁 말기에 등장한 최신형 양산기 겔구그와의 비교에서는 대부분의 자료들이 겔구그의 우세를 논한다.
다만, 건담의 간이 양산형인 짐에는 생산성을 우선시하여 다수의 기체로 소수의 고성능기를 제압한다 라는 설계 사상과 전술 사상이 깔려 있었기 때문에 로봇끼리 펼치는 이종 격투기가 아닌 이상, 전장에서의 일대일 비교는 무리가 있다 라는 의견도 있다. 실제로 솔로몬 및 아 바오아 쿠 공략전에서 짐은 볼과 함께 소대를 구성해서 집단 전법으로 지온군의 고성능 양산기를 상대하여 연방군에게 승리를 안겨주었다. 또, 전쟁 말기에 지온군에서는 일 년 전쟁 개전 때부터 활약한 베테랑 파일럿의 수가 감소하면서 학도 동원병들이 파일럿으로 투입되는 등, 이러한 상황도 짐의 우위성을 높여주었다.

## 무장
빔 샤벨는 RX-78 건담이 사용하는 것과 같은 것을 장비한다. 건담의 실험 데이터에 의해 실전에서의 유효성과 신뢰성이 입증되었기 때문에 제식 무장으로 채용되었으며, 생산비 절감 차원에서 장비 수는 기본적으로 1개였지만, 부대장급의 사관이 탑승하는 기체나 일부 에이스 파일럿의 기체에는 2개를 장비하기도 했다.
그리고, 빔 라이플을 대신해서 짐에게는 주로 빔 스프레이 건이 장비되었다. 빔의 수속률을 의도적으로 떨어뜨림으로서 비교적 가까운 거리에서는 그 명중률이 매우 높게 끔 빔을 확산시키는 방식이었다. 이것은 당시 모빌 슈트 파일럿의 육성 기간이 짧았던 점과 전술 운용 체계가 장거리 지원이 뛰어난 볼과 접근전용 짐을 운용하는 하이 로우 믹스 전술이 취해졌기 때문에 건담의 빔 라이플처럼 단발 위력이 강할 필요가 없었기 때문이다. 이 빔 스프레이 건은 보와社에서 개발되었으며, 형식 번호는 BR-M-79C-1이다(애너하임 일렉트로닉스社에 의한 라이센스 생산품은 GSc-L) 케네디 전쟁사 박물관의 전시품 해설에 따르자면, 짐 스나이퍼 커스텀의 R-4형 빔 라이플(BR-M79-L3)과 공통 프레임 구조를 가졌기 때문에 파츠 교환만 이루어진다면 빔 스프레이 건을 중장거리용 빔 라이플로 교체하는 것이 가능했다. 원래 빔 스프레이 건은 건담 개발시에 당초 목표였던 빔 라이플의 가동에 실패했을 경우를 대비해서 저출력 제네레이터로도 가동할 수 있는 대용품으로 개발된 것이다. 덧붙여, 건담이 사용하는 빔 라이플도 사용 가능하지만, 빔 라이플 자체가 시작품인 데다가 고비용으로 인해 짐이 이를 사용할 기회는 적었다.
380mm 하이퍼 바주카는 건담이 장비하는 것과 같은 사양이다. 380mm 규격의 각종 탄두를 전용 장약을 이용해서 발사할 수 있다. 빔 병기와 달리 장탄수는 적지만, 실탄을 사용하기 때문에 제너레이터 출력이나 사정 거리에 좌우되지 않고 비교적 안정된 파괴력을 낼 수 있었으며, 연방군의 솔로몬 공략전에서 처럼, 돌격정 퍼블릭이 전개하는 빔 교란막 속에서도 화력을 발휘할 수 있었다. 빔 병기와 비교해서 탄속이 느리기 때문에 대모빌 슈트전 보다는 주로 대요새 및 대함전에 사용되었다. RGM-79 짐에는 건담이나 짐改와 같이 스커트 아머 뒷면에 전용 마운트 락이 없기 때문에 빔 스프레이 건과 함께 장비할 경우에는 백 팩 측면에 전용 마운트 락을 설치하여 바주카를 보관 유지한다. 덧붙여, 자쿠II가 사용하는 자쿠 바주카는 280mm, 돔이 사용하는 자이언트 바주카는 360mm로, 단순한 수치상의 파괴력은 짐이 앞섰을 것으로 예상된다.
우주에서와 달리, 지상 부대에서는 주로 100mm 머신건을 장비했다. 자쿠를 대표하는 무장인 120mm 자쿠 머신건보다는 구경이 작아서 위력이 낮고, 또, 사용하는 박스형 매거진은 자쿠 머신건의 드럼 매거진보다 장탄수도 적었다. 총신이 짧고, 총열 덮개에 냉각용 구멍이 뚫린 점, 철제 파이프식 개머리판을 채용하는 등, 의도적인 소형화가 이루어진 것으로 보아 근거리에서 적을 제압하기 위한 서브 머신건으로 볼 수 있다. 또, 선행 양산형인 육전형 건담이나 육전형 짐의 좌우 사이드 아머에는 100mm 머신건의 예비 탄장을 결합할 수 있는 홀더가 있는 것으로 보아 처음에는 특정한 육전용 양산기의 화기로 개발되었다가 점차 일반 양산기로 확대된 것으로 생각된다. 90mm 불펍 머신건의 등장으로 구경의 통일화가 이루어지고, 빔 라이플의 생산성이 크게 확대되면서 우주 세기 0083년 이후로는 그 모습을 찾아볼 수 없게 되었지만, 후에 등장하는 TR-1 헤이즐 시리즈나 건담 Mk-II가 사용하는 에너지 팩 방식의 빔 라이플을 보면 100mm 머신건과 비슷한 예비 매거진의 사용 및 결합 방법을 볼 수 있다.
빔 병기의 사용이 금지된 콜로니내에서 사용하기 위해 개발된 90mm 불펍 머신건은 그 위력이 낮고, 탄속도 떨어졌지만, 대빔 교란막이 전개된 전장에서는 매우 효과적인 위력을 발휘했다. 또, 빔 병기의 보급률이나 대기권에서는 위력이 저하되는 불안정한 성능, 에너지 부족 걱정없이 매거진만 충분하면 장시간 사용할 수 있다는 점 때문에 빔 스프레이 건 등의 빔 병기가 표준 장비된 후에도 널리 사용되었다. 총신은 구조가 복잡하지만, 잔고장이 적고, 명중률이 높은 불펍 방식을 채용했으며, 매거진은 총신 위로 결합되고, 전탄 소비시에는 자동으로 매거진이 총신으로부터 떨어져 나간다. 장거리 공격이 가능한 저격용 롱 배럴 라이플 사양도 개발되었다. 기본 설계가 워낙 우수했기 때문에 적어도 0083년까지는 지구권 부대를 중심으로 사용되었다. 덧붙여, 100mm 머신건은 OVA [기동전사 건담-제 08 MS 소대]에서, 90mm 머신건은 OVA [기동전사 건담-0080 포켓 속의 전쟁]에서 최초 등장한 후, 모빌 슈트의 리얼리티한 설정과 보다 밀리터리적인 요소가 강하게 요구된 90년대에 크게 유행되어 각종 게임이나 소설, 모형 제품으로 많이 소개가 되었고, 결국 머신건이라고는 장비해 보지도 못한 [기동전사 건담]의 RGM-79 짐도 어느덧 머신건을 장비하는 기체로 자리잡게 되었다.
육각형 모양의 실드는 건담이 장비하는 실드와 같은 사양의 연방군 표준 방어 장비다. 루나 티타늄제 허니컴 구조를 가졌으며, 싈드 자체의 강성보다는 충격을 견디고 흡수할 수 있는 내충격성에 중점을 둔 설계가 특징이다. 이 육각형 실드는 그 후에도 개수를 거치면서 0093년에 운용된 짐III에도 제식 채용될 만큼, 연방계 모빌 슈트를 상징하는 대표적인 아이콘으로 자리잡았다. 실드 표면에 노란색 십자 마크가 없는 사양도 존재한다.

## 기체의 운용
본래 연방군에서는 대장기용으로 튠 업된 짐 1기와 일반형 짐 3기, 후방 및 화력 지원을 위한 포격용 기체로 짐 캐넌 1기를 구성한, 합계 5기로 1개 모빌 슈트 소대를 구성하는 전술 운용 방침을 세웠지만, 실제 전장에서는 각 부대 사정 및 급변하는 전황 때문에 이러한 완편 구성은 찾아 보기 힘들었고, 대다수의 짐 캐넌이 지상에서 운용되는 바람에 정작 우주에서는 짐 캐넌의 자리를 볼이 대신하게 되었다. 또, 대규모 전투나 전선에서는 단일 기종 3기로 1개 소대를 편성해서 짐 1개 중대(12개 소대로 구성, 약 36기)를 볼 10~20개 소대(약 30~60기)가 원거리 지원하는 방식을 주로 사용했다. 즉, 볼의 장거리 포격으로 탄막을 치고, 그 탄막을 돌파해 온 적기를 근거리에서 짐이 섬멸한다는 내용이었다. 이 전술은 우주 요새 솔로몬을 공략하기 위한 챔벌로 작전에서 대성공을 거두었다. 기동력을 바탕으로 연방군 함대의 엄청난 포화를 뚫고 함선에 접근한 릭 돔 부대들이나 일부 자쿠 부대들은 자기의 1/10도 안되는 비용으로 만들어진 모빌 포드 볼의 장거리 포격에 격파되거나 파손되었으며, 화망을 간신히 돌파해 온 기체들도 근거리에서 나타난 짐의 빔 병기에 속수무책으로 당할 수 밖에 없었다. 요새 공역을 수비하던 대다수의 자쿠 부대들은 마땅한 장거리 병기나 빔 병기가 없었기 때문에 방어 라인을 유지하지 못하고, 요새 내에 틀어 박힐 수 밖에 없었으며, 엎친 데 덥친 격으로 대요새 공략 병기인 솔라 시스템의 공격에 의해 요새 내의 수많은 기체와 파일럿은 영문도 모르고 죽을 수 밖에 없었다.

## 파생기
RGM-79짐을 베이스로 한 다양한 베리에이션이, 지온군의 자쿠 만큼은 아니지만, 상당수 만들어져 전장에 투입되었다. 일 년 전쟁 후에는 이미 생산된 기체의 구조를 크게 바꾸지 않고, 부분 개수나 개량을 통해 짐II와 같은 기체들이 그 명맥을 이어나갔으며, 0088년 이후에도 짐III와 같은 후계기들이 만들어져 최소한 0093년까지는 연방군의 주력 모빌 슈트로 운용되었다. 일 년 전쟁 중에 생산된 짐들 가운데서 짐 커맨드와 같은 후기 생산형 기체들은 비교적 생산 라인이 안정화 되고, 여유가 생기면서 기초 설계에 충실한 결과, 짐 스나이퍼II와 같은 건담을 뛰어넘는 고성능기가 제조되기도 했다. 짐이라는 이름 자체는 짐III를 마지막으로, 더 이상 사용되지 않았지만, 형식 번호 RGM은 제간(RGM-89)이나 제임스건(RGM-119), 재벌린(RGM-122), 프리덤(RGM-196) 등의 범용 양산기로 이어지먄서 짐의 우수성과 군에 대한 신뢰도를 다시 한 번 되돌아 볼 수 있는 흔적이 되었다.

## 디자인의 변경
짐은 둥그스름한 머리 부분에 건캐넌과 같은 고글이 붙어 있다. 그리고 좌우에는 건담과 같이 벌컨포를 내장한 구멍이 뚫려 있다. 동체나 사지 라인은 건담보다 선을 줄여 간소화했으며, 흉부와 발바닥 외에는 전신이 하얀색이다.
짐의 디자인은 도미노 요시유키 감독의 개관도를 바탕으로, 메카닉 디자이너인 오카와라 구니오가 그렸다. 이처럼 [주역 로봇의 대량 생산]이라는 아이디어는 이전 프로그램이자, 역시 도미노가 감독을 맡았던 [무적 초인 잠보트3]에서 지구 기술을 이용한 지구 방위대의 잠보트 생산 계획이나 [무적 강인 다이탄3] 제 34화에서 다수의 다이 파이터, 다이 탱크를 통해 보여진 바가 있다. 그리고, [기동전사 건담]에서는 이 짐을 빌어 보다 현실적으로 실현한 것 뿐이다. 하지만, 이러한 시도는 결과적으로 [기동전사 건담]의 이야기가 국가간의 전쟁을 무대로 하고 있다는 점, 건담이라는 주역 로봇도 특별한 것이 아닌, 단지 군용 병기의 1개임을 시청자에게 재인식시켜주는 역할을 해냈다.
최근의 영상 작품에 등장하는 짐의 디자인은 최초로 등장한 TV판과 비교해서, 특히 허리 부분의 전면 스커트 장갑에서 많은 차이를 보여준다. TV판에서는 평탄한 한 장짜리 스커트 장갑으로 구성되어 있지만, 1999년에 발매된 반다이의 플라모델 MG 1/100 짐에서는 앞서 발매된 MG 1/100 건담의 금형을 많이 유용했기 때문에 건담과 같이 분할 장갑 방식의 2장 짜리 스커트 장갑으로 디자인되었다. 그리고, 이 MG 1/100 짐의 금형 설계에 이용된 CAD 데이터는 이 후에도 선라이즈의 놀이 기구용 영상 작품 [GUNDAM THE RIDE]라든가 [기동전사 건담 MS IGLOO]에 그대로 유용되어서 이들 작품에서도 짐의 스커트 장갑은 2장이다. 덧붙여, 플라모델 HGUC 1/144 짐은 오리지널에 충실한 한 장 짜리 스커트 장갑이다.

## 극중에서의 활약
애니메이션 [기동전사 건담]에서는 화이트 베이스가 자부로에 기항하는 제 29화에서 첫 등장한다. 지온군의 기습을 맞이해서 그중 몇 기는 빔 라이플을 장비하고, 샤아 전용 즈고크와 대치하지만, 샤아의 즈고크에게 몸체를 관통당하는 장면은 역대 건담 시리즈 중에서도 손에 꼽는 명장면으로 기억되고 있다. 계속되는 제 30화에서는 지온의 특수 공작 부대가 자부로의 공장 내에서 양산된 기체를 발견하고, 시한 폭탄을 장치하지만, 운 나쁘게 화이트 베이스의 승무원에 의해 저지당한다. 이 때의 기체는 오데사 작전에 참가한 초창기의 선행 양산형을 개량한 기체로, 이후 이 타입의 짐이 대량 양산된다. 그 후에 우주 요새 솔로몬이나 아 바오아 쿠 공략전에서 다수가 등장했지만, 스치는 미사일에도 터져나가는 불우한 기체로 그려졌다. 너무 일방적으로 당하는 모습이 안쓰러웠는지 극장판 [기동전사 건담III-해후의 우주편]에서는 빔 사베르로 릭 돔을 베는 장면이 신작화로 추가되어 짐이 단순히 건담을 돋보이게 하려는 역이 아님을 알렸다.
2004년의 OVA [기동전사 건담 MS IGLOO]에서는 오데사에서 우주로 탈출한 지온군 잔당을 노리는 루나2 패트롤 함대의 소속기로 등장한다. 기체의 디자인이나 디테일은 반다이의 플라모델 MG 1/100 짐의 설계용 CAD 데이터를 참고로 했기 때문에 전면 스커트 아머는 2장으로 분할되고, 휴대 화기는 90mm 머신건을 장비했다. 그때까지 연방군의 우주용 기동 병기라고는 볼 밖에 보지 못한 지온군들에게 충격을 안겨주었다. 아 바오아 쿠 공략전에서는 RGM-79C 짐 후기형과 제휴하여 물량으로 지온군 모빌 슈트를 상대하는 모습이 그려졌다. 때문에 타작품에 비하면 활약도가 높다. 본작에서는 지온 공국이 주인공측이기 때문에 짐의 파일럿들은 의도적으로 악당처럼 묘사되었다.
야스히코 요시카즈의 만화 [기동전사 건담 THE ORIGIN]에 등장하는 짐은 애니메이션판과는 달리 머리 부분을 비롯한 일부 형상에서 차이가 있다. 팔에는 근접전용의 벌컨포를 고정 탑재했고, 건담과 짐 커맨드의 머리 부분에서 볼 수 있는 턱 파츠를 가지고 있다. 빔 라이플이나 백 팩 캐넌을 장비한 기체도 많았다. 또한, 백 팩에 수납된 1기의 빔 사베르는 오른쪽에 위치해 있다. 극중에서는 자부로를 침공한 지온군을 물리치기 위해 아무로 레이가 탑승했다. 건담에 비해 만족스럽지 못한 성능 때문에 투덜대기는 했지만, 샤아의 즈고크를 격퇴해냈다. 지브롤터에서 펼쳐진 전투 때는 샤아가 탑승한 붉은색의 자쿠II에게 히트 호크만으로 몇 개 소대가 격파 당하는 치욕을 보였다. 당시 슬렉가 로 중위도 소대장으로서 샤아 전용 자쿠II와 교전을 펼쳤지만, 부하들은 차례차례 전사하고, 슬렉가 자신도 겨우 목숨만 건질 수 있었다.

## 변형 기체
선행시작양산형 짐 계열
- RGM-79[G] 육전형 선행양산 짐
- RGM-79[G] 육전형 짐 - 건담 베이스
- RX-79BD-1 블루 데스티니 1호기
- RGM-79[E] 육전형 짐 우주사양 개조기
- RGM-79E 초기형 짐 (루나 2 사양)

양산형 짐 전기형 계열
- RGM-79 짐 전기형
- RGM-79 짐 후기형
- RGM-79 짐 지휘관 타입
- RGM-79L 짐 경량형
- RGM-79SC 짐 저격형
  - RGM-79SC 짐 저격형/요격사양
- RGM-79T (TGM-79) 짐 훈련형
- RGC-80 짐 캐논
- RGC-80-1 짐 캐논 시작형

짐 후기생산형 계열
- RGM-79 짐 후기형
- RGM-79F 육전형 짐
- RGM-79SP 짐 사막형
- RAG-79 아쿠아 짐
- RAG-79-G1 건담 수중형
- RGM-79[GRS] 짐 중장갑형
- RGM-79D 짐 한랭지사양
- RGM-79G 짐 커맨드
- RGM-79GS 짐 커맨드 우주전 사양
- RGM-79SP 짐 스나이퍼 II
- RGM-79ARA 뉴타입 시험용 짐 (저글러)

짐 개량형 계열
- RGM-79C 짐 개량형 사막형
- RGM-79C 짐 개량형 우주사양
- RGM-79 파워드 짐
- RGM-79C 짐 개량형 고기동사양
- RGM-79EW EWAC 짐
- RGM-79SR 짐 저격형 III

짐 커스텀/쿠웰 계열
- RGM-79N 짐 커스텀
- RGM-79N-Fb 짐 커스텀 풀버니언
- RGC-83 짐 캐논 II
- RGM-79Q 짐 쿠웰
- RX-121 건담 TR-1［헤이즐］
  - RX-121-1 건담 TR-1［헤이즐 개량형］
  - RX-121-1 건담 TR-1［헤이즐 개량형/보조팔 장비］
  - RX-121-1 건담 TR-1 [헤이즐 테스트기］
- RGM-79Q 짐 쿠웰 [헤이즐 예비기］
  - RX-121-2 건담 TR-1［헤이즐 2호기］
  - RX-121-2A 건담 TR-1[어드밴스트 헤이즐]

짐 II 계열
- RGM-79R 짐 II
- RGM-179 짐 II（티탄즈 사양）

짐 III 계열
- RGM-86R 짐 III
- RGM-86EW 조기경보형 짐 III
- RGM-86R (RGM-86N) 누벨 짐 III

## 같이 보기
- 건담 시리즈에 등장하는 병기 일람표